# Caprimulgus madagascariensis
El chotacabras malgache (Caprimulgus madagascariensis) es una especie de ave caprimulgiforme de la familia Caprimulgidae endémica de Madagascar y Aldabra.

## Distribución y hábitat
Se encuentra únicamente en la isla de Madagascar y la vecina Aldabra (perteneciente a Seychelles). Su hábitats naturales son los bosques tropicales y subtropicales y zonas de matorral.